# Quinta de São Gens
A Quinta de São Gens, também referida como Casa e Quinta de São Gens e Casa e Quinta do Viso, localiza-se na Senhora da Hora, na atual freguesia de São Mamede de Infesta e Senhora da Hora, no Município de Matosinhos, Distrito do Porto, em Portugal.
Integra um conjunto de quintas do termo da cidade do Porto cujo arranjo e enobrecimento é atribuído ao arquiteto italiano Nicolau Nasoni.

## História
Antiga quinta murada, próxima de um cabeço que, na época da invasão romana da península Ibérica, terá funcionado como posto de vigia (ou "Viso"), e onde, na Idade Média, terá sido erguido um pequeno templo em honra de São Gens de Arles. Pertenceu no passado à freguesia de Ramalde e, antes da criação desta, à de Cedofeita.
A quinta esteve ligada, por séculos, ao morgadio instituído em Ramalde, um pouco antes de 1542, por João Dias Leite, tendo passado aos seus descendentes. Terá sido durante a administração de D. Maria Leite (falecida em 1738), ou de seus filhos que, na quinta, se realizaram as obras delineadas por Nasoni, sendo notável a similitude com a Quinta de Ramalde, no Porto.
Entre 1725 e 1738 surgiu a casa senhorial da Quinta de São Gens, com seu corpo retangular, um torreão central recuado, um grande pátio fronteiro à casa, escadas exteriores, e passagem central sob o patamar das escadas, a dar acesso ao rés-do-chão.
Na década de 1920, a casa sofreu um incêndio, vindo a ser remodelada por um emigrante retornado do Brasil que a adquiriu aos antigos proprietários. Neste momento foi lhe acrescentada um prolongamento para norte e que ampliou o pátio para o mesmo lado, suprimindo as escadas exteriores e ajardinando o terreiro fronteiro com canteiros, palmeiras e arbustos, em obediência ao gosto então importado pelos retornados do Brasil. Supõe-se que terá sido também nesse período que se transferiram as estátuas, tanque e bancos atribuídos a Nasoni.
Em 1928, a propriedade foi adquirida pelo Estado para nela instalar a Estação Agrária do Douro Litoral. Na década de 1930, o ajardinamento do pátio foi, uma vez mais, remodelado, ocasião em que foi plantado com fruteiras.
Em fins da década de 1980, sob a orientação do arquiteto Ilídio de Araújo, foi realizado novo arranjo do jardim.
A Quinta de São Gens é, atualmente, uma das quintas de apoio à ação da Direcção Regional de Agricultura e Pescas do Norte.

## Características
Das obras supostamente delineadas por Nasoni, subsistem actualmente a estrutura básica da casa, o pátio murado com portão armoriado e janela mural artisticamente enquadrada, uma dezena de notáveis esculturas em granito, de salientar um conjunto de quatro intituladas "Primavera", "Estio", "Outono" e "Inverno". Subsistem ainda duas fontes, um cruzeiro, muros e um fonte de uma bica, à retaguarda da qual está, voltada para o centro do terraço, uma escultura representando uma quimera de mulher. Além destas obras, pode ainda ser admirado um tanque-lago enquadrado por quatro bancos de pedra que ocupa a posição central de um belo jardim.